# Čištění vody

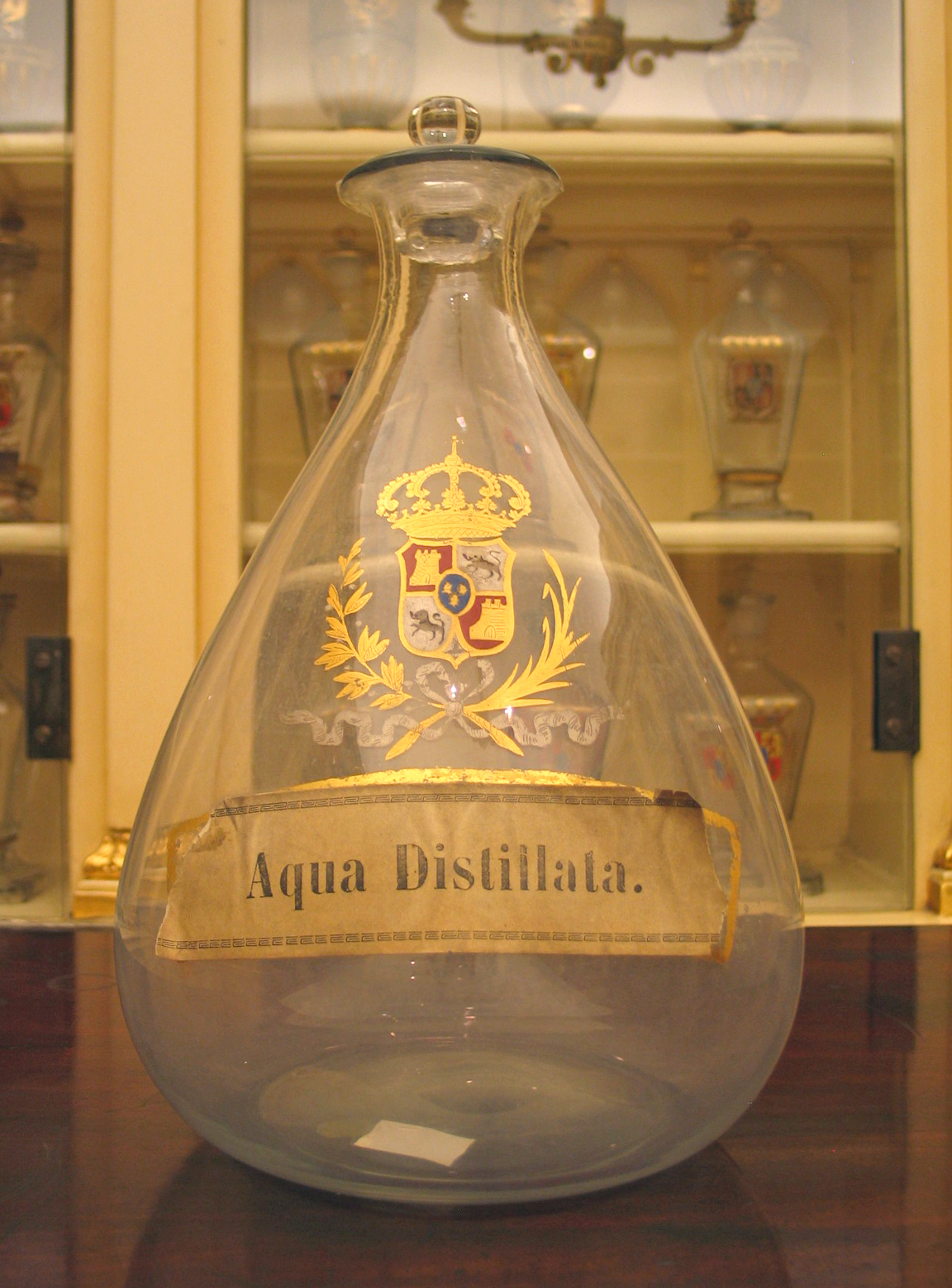
Nádoba na destilovanou vodu ve Farmacia Real v Madridu

Čištění vody je proces, kterým se voda zbavuje mechanických, chemických a biologických nečistot. Cílem je získat dostatečně čistou vodu pro požadované účely. Mezi nejběžnější operace určené k čištění vody patří destilace, reverzní osmóza, filtrace přes aktivní uhlí, mikrofiltrace, ultrafiltrace a elektrodeionizace.

## Nečistoty ve vodě
Čištěná voda je obvykle získávána úpravou pitné nebo přírodní vody. Mezi sledované nečistoty, které je třeba odstranit patří:
- anorganické ionty – běžně se stanovují měřením vodivosti vody nebo s využitím specifických testů
- organické látky – stanovují se jako TOC – celkový organický uhlík, příp. měřením chemické spotřeby kyslíku (CHSK)
- bakterie
- endotoxiny a nukleázy – monitorují se pomocí LAL nebo specifických enzymových testů
- pevné částice – odstraňují se filtrací
- plyny – pro některé aplikace je nutné z vody odstranit rozpuštěné plyny

## Čisticí metody

### Destilace
Destilovaná voda je voda, která byla jednou nebo vícekrát destilována a byla díky změně skupenství na vodní páru zbavena rozpuštěných minerálních látek. Změna skupenství vody může probíhat zvolna (např. na slunci) nebo zahříváním až k bodu varu. Během destilace je voda separována prakticky od všeho, co se v ní nachází a stává se čistou (H2O). Je to čirá, bezbarvá, v silné vrstvě namodralá kapalina bez chuti a zápachu. Je téměř nevodivá. Za normálního tlaku 101 kPa má teplotu tání 0 °C a teplotu varu 100 °C. Největší hustotu 1,000 g·cm−3 má voda při 3,98 °C. pH destilované vody je neutrální, tedy při 25 °C rovno 7. Vodivost destilované vody je nižší než 11 μS·cm−1 a celkové množství rozpuštěných pevných látek musí být pod 10 mg·dm−3.

### Deionizace

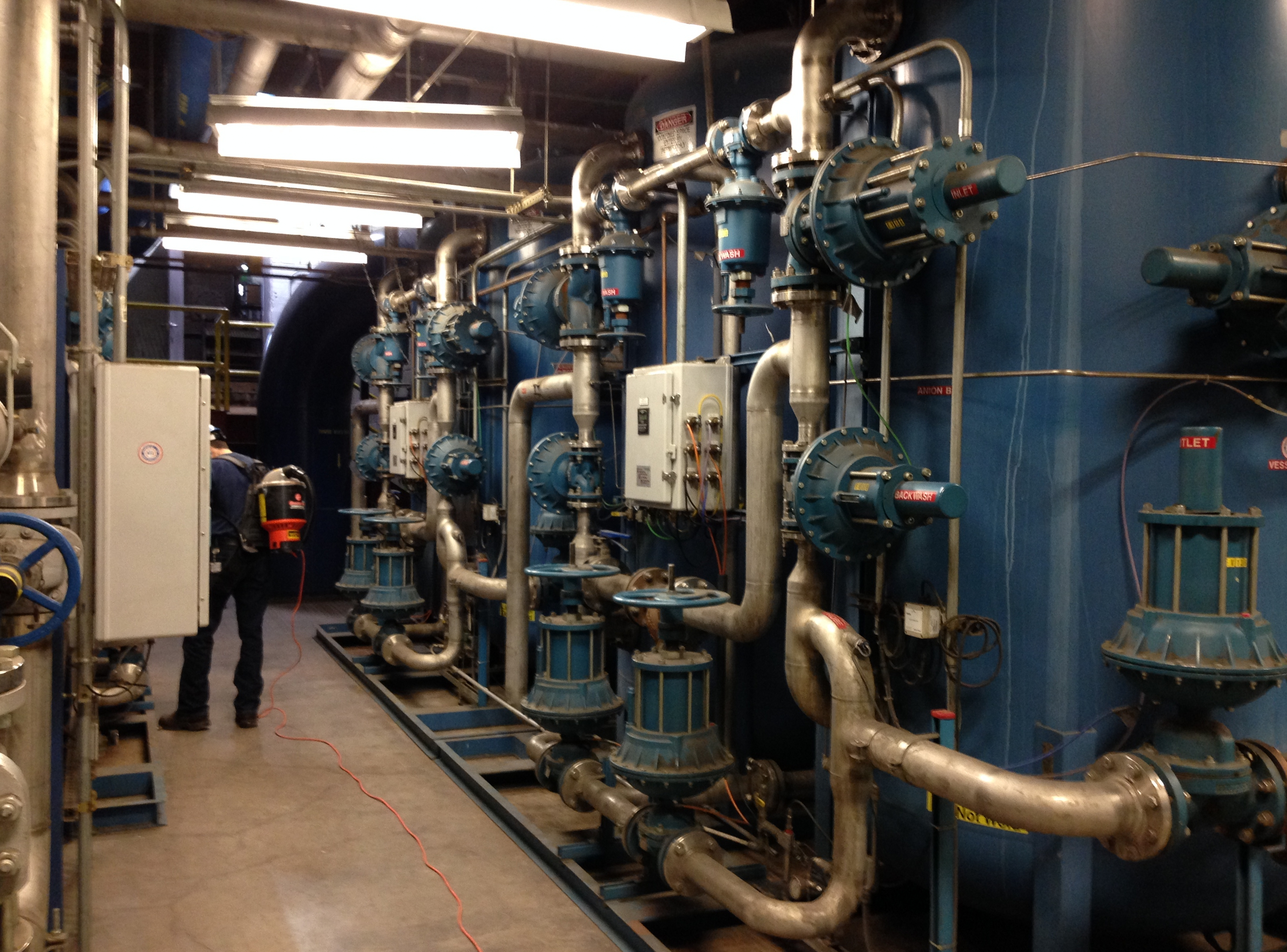
Velké kationtové a aniontové ionexové filtry používané pro deionizaci vody

Deionizace vody je proces, kterým se voda zbavuje všech iontů v ní rozpuštěných, převážně jde o kationty sodný, vápenatý, hořečnatý, železnatý, atd. Z aniontů se jedná převážně o chloridy a sírany. Deionizace se provádí pomocí iontoměničů, které zaměňují nežádoucí ionty za oxoniové nebo hydroxidové ionty. Pro kontinuální a levnou deionizaci vody lze použít elektrodeionizaci.

### Demineralizace
Demineralizace vody se často zaměňuje za deionizaci; jde o odstranění všech minerálů vyskytujících se v přírodní vodě. Často se označuje jako změkčování vody, během tohoto procesu dochází k záměně nežádoucích minerálů (hlavně vápenaté a hořečnaté látky) za sodné soli, např. NaCl. Tento proces je nutné provádět s vodou využívanou v kosmetickém a chemickém průmyslu. Demineralizovaná voda má vyšší vodivost než deionizovaná.

## Technologie čištění vody
- Dezinfekce ozónem
- Chlorování vody
- Membránový proces
- Nanotechnologie pro čištění vody
- Odželeznění vody
- Pískový filtr
- Ultrafiltrace
- Vodní filtr

## Zdravotní rizika užívání čištěné vody
Čištěním pitné vody získáme v některých případech vodu, která nemá charakter pitné vody. S její konzumací jsou pak spojena zdravotní rizika. Může docházet k poškození výstelky střevní. Potvrzený je negativní účinek na metabolismus vodního a minerálního hospodářství, stejně tak poruchy stálosti vnitřního prostředí se změnami sekrece hormonů. Vyšší močení vede ke ztrátám iontů z intra i extracelulárního prostředí. Nesprávné rozdělování vody v organizmu a pokles hladiny elektrolytů může mít až za následek funkční poruchy důležitých orgánů. Prvními příznaky jsou slabost, únava, bolest hlavy, poruchy srdečního rytmu či svalové křeče.
Při přípravě pokrmů vařením v demineralizované vodě byla prokázána ztráta všech podstatných prvků z potravin, tj. takových, které si organizmus nedokáže vyrobit. Jedná se o vysoký až 60 % úbytek vápenatých a hořečnatých iontů, stejně tak významné ztráty stopových prvků (Cu 66 %, Mn 70 %, Co 86 %). V důsledku absence těchto iontů se zvyšuje riziko toxického účinku těžkých kovů, které jsou součástí potravy.
Pravidelná konzumace či jednorázový příjem většího objemu demineralizované vody je považováno za zdravotně rizikové až nebezpečné.